# Relations entre l'Iran et la Turquie
Les relations entre l’Iran et la Turquie, pays frontaliers, sont globalement pacifiques depuis l'établissement de la République turque en 1923, mais sont parfois tendues, notamment en raison du système de défense antimissile de l'OTAN installé sur le territoire turc, vu par les Iraniens comme un stratagème américain pour protéger Israël de toute contre-attaque balistique iranienne.
D'autres raisons expliquent l'ambivalence des relations turco-iraniennes au XXe siècle. État laïc depuis 1928, la Turquie a longtemps remisé l'islam à l'arrière-plan. Or, aux yeux de la révolution iranienne, l'abolition du Califat et la modernisation à marche forcée signent autant d'imitations de l'Occident.
Aujourd'hui, l'Iran et la Turquie coopèrent malgré tout dans de nombreux domaines, tels que la lutte contre le terrorisme et le narcotrafic afin de promouvoir la stabilité en Irak et en Asie centrale.
L'Iran dispose d'une ambassade à Ankara et la Turquie dispose d'une ambassade à Téhéran.

## Historique
Les relations entre les deux pays sont complexes et souvent rivales. Aussi longtemps que la Turquie est restée un État laïc laissant une place congrue à l'islam et s'engageant résolument vers la modernisation de sa société, elle a été considérée par les dirigeants de la révolution iranienne comme une imitation obséquieuse de l'Occident. Le tournant des années 2000 qui voit les islamo-conservateurs de l'AKP s'installer en Turquie crée une nouvelle césure, religieuse cette fois. D'une part, le modèle turc d'un « islam modéré » s'oppose à la théocratie iranienne, de l'autre, la volonté de la Turquie de se présenter comme la tête du bloc sunnite soutenu par l'Occident fait pendant au bloc chiite animé par l'Iran : l'axe Syrie/Irak/Kurdistan cristallise toutes les frictions. En Irak, la Turquie soutient le confessionnalisme sunnite pour empêcher que se crée un État client de l'Iran. En Syrie, elle soutient la révolte sunnite alors que l'Iran est l'un des soutiens les plus fermes du régime de Bachar el-Assad,.
Les deux pays se retrouvent pour lutter contre les aspirations indépendantistes du Kurdistan irakien. La Turquie comme l'Iran comptent une forte minorité kurde et craignent une contagion dans leurs pays. Aussi ont-ils vivement condamné le scrutin organisé par les autorités de cette région autonome en 2017.
L’Iran a critiqué l’installation d’un radar antimissile à Kürecik en Turquie, qui selon les mollahs, protège Israël de toutes attaques de missiles iraniens.

## Relations économiques

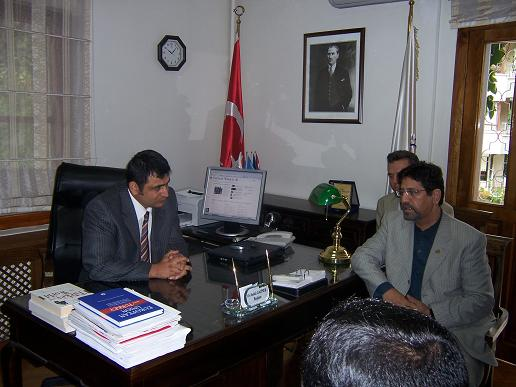
L'ambassadeur iranien à Ankara, 2006.

Les deux pays sont membres de l'Organisation de coopération économique (ECO). Chaque année, de nombreux touristes iraniens viennent visiter la Turquie, bénéficiant ainsi à l'économie turque.
Le commerce bilatéral a fortement augmenté depuis ces dernières années, passant de 1 milliard de dollars USD en 2000 à 4 milliards de dollars en 2005. La Turquie importe notamment du gaz naturel depuis l'Iran (10 milliards de mètres cubes par an, couvrant 30 % de ses besoins). En 2017, ils annoncent vouloir réaliser leurs échanges dans leurs devises nationales (sans passer par une monnaie tierce comme le dollar ou l'euro), ce qui aiderait l'Iran à sortir de l'isolement dans lequel il est maintenu par les sanctions américaines, qui frappent ses transactions bancaires.
En 2001, un gazoduc reliant Tabriz (Iran) à Ankara (Turquie) a été inauguré.
La Turquie cesse totalement en 2019 l'achat de pétrole iranien pour se conformer aux sanctions imposées par les États-Unis.

## Lutte conte le terrorisme
La Turquie et l'Iran se sont engagés à lutter conjointement contre les terroristes en Irak, alors que le PKK représente une menace sérieuse pour la Turquie. Le ministère iranien des Affaires étrangères entre 2010 et 2013, Ali Akbar Salehi, estimait que la mort de soldats turcs aurait pu être évités si les États-Unis avaient informé la Turquie que des terroristes s'infiltrent sur le sol turc avec des armes lourdes. L'armée américaine dispose en effet de drones surveillant le long de la frontière irako-turque.

## Opinion publique
Selon un sondage de la BBC World Service en 2013, 17 % des citoyens turcs voient l'influence de l'Iran comme étant positive tandis que 57 % expriment un point de vue négatif à l'égard de l'Iran. Selon un autre sondage en 2012 du think tank américain Pew Research Center, 37 % des Turcs pensent que l'Iran n'est pas une menace alors que 26 % des autres sondés approuvent l'utilisation de la force militaire pour empêcher l'Iran d'obtenir l'arme nucléaire. 57 % des sondés affirment s'opposer à l'acquisition par les Iraniens d'armes nucléaires.